# Victor Charbonnel
Pour les articles homonymes, voir Charbonnel.
Victor Charbonnel, né le 22 octobre 1860 à La Chapelle-d'Alagnon (Cantal) et mort le 24 décembre 1926 à Neuilly-sur-Seine, est un écrivain et polémiste français, directeur de revues et ancien prêtre. 

## Biographie
Né dans le Cantal, Pierre Victor Charbonnel devient prêtre, sensible peu à peu aux idées républicaines, puis sort des ordres en 1897, non sans avoir dans l'intervalle, entrepris une série de conférences d'abord œcuméniques, puis anticléricales. Il est mentionné à cette époque comme étant « abbé ». Charbonnel reprend dès 1895 à son compte le concept d'un « parlement des religions » énoncé durant l'exposition universelle de 1893 à Chicago et qu'il souhaite voir émerger à Paris.
Il présente en 1897 aux éditions du Mercure de France une série intitulée Les Mystiques dans la littérature. Influencé par les écrits de Friedrich Nietzsche, il publie dans la foulée un essai, La Volonté de vivre.
Franc-maçon membre de la Loge des Frères Unis Inséparables du Grand Orient de France, il est l'un des fondateurs de la Ligue d'action républicaine au lendemain des élections municipales de 1900 pour soutenir le Bloc républicain (futur Bloc des gauches) aux prochaines élections législatives de 1902. 
Il rejoint la revue  de libre-pensée d'origine belge fondée par Léon Furnémont, La Raison, en 1901, qu'il refonde en mensuel en 1907 en en prenant la direction. 
Il devient directeur de L'Action, avec Henry Bérenger et s'en sépare en 1904. 

## Écrits
- Congrès universel des religions en 1900 : Histoire d'une idée, Armand Colin, 1897.
- Le Congrès des religions et la Suisse, Genève, Ch. Eggiman et Cie, 1897.
- La Volonté de vivre, A. Colin, 1897.
- L'Origine musulmane des jésuites, A. Fayard, 1900.
- L'Église et la république : conférence, A. Fayard, 1900.
- Séparation de l'Église et de la famille, impr. de C. Renaudie, 1900.
- Monsieur. Madame et... l'Autre ! Histoire d'un scandale, Société parisienne d'édition, 1904.
- Sensations de vie, Librairie de la Raison, 1906.
- Dieu, l'homme et le singe, illustré de dessins de Jules Grandjouan, La Raison, 1907.
- [préface] Stéphane Aubac, Les Dessous d'une campagne. La question juive en Pologne et les opinions socialistes sur les « pogroms », Picart, 1920.
- [traduction] Emilio Bossi, Jésus-Christ n'a jamais existé, traduit de l'italien, Éditions du Groupe de propagande par la brochure / La Ruche, 1926.